# Idiazabal
Idiazabal település Spanyolországban, Gipuzkoa tartományban. Idiazabal Ormaiztegi, Beasain, Olaberria, Lazkao, Ataun, Zegama, Segura és Mutiloa községekkel határos. Lakosainak száma 2268 fő (2024).

## Népesség
A település népessége az utóbbi években az alábbiak szerint változott:
| Lakosok száma | 2025 | 2124 | 2166 | 2264 | 2280 | 2306 | 2304 | 2312 | 2281 | 2268 |
|               | 2001 | 2004 | 2006 | 2009 | 2011 | 2014 | 2016 | 2019 | 2021 | 2024 |